# بعثة إس .أيه أندريه لاستكشاف القطب الشمالي بالبالون

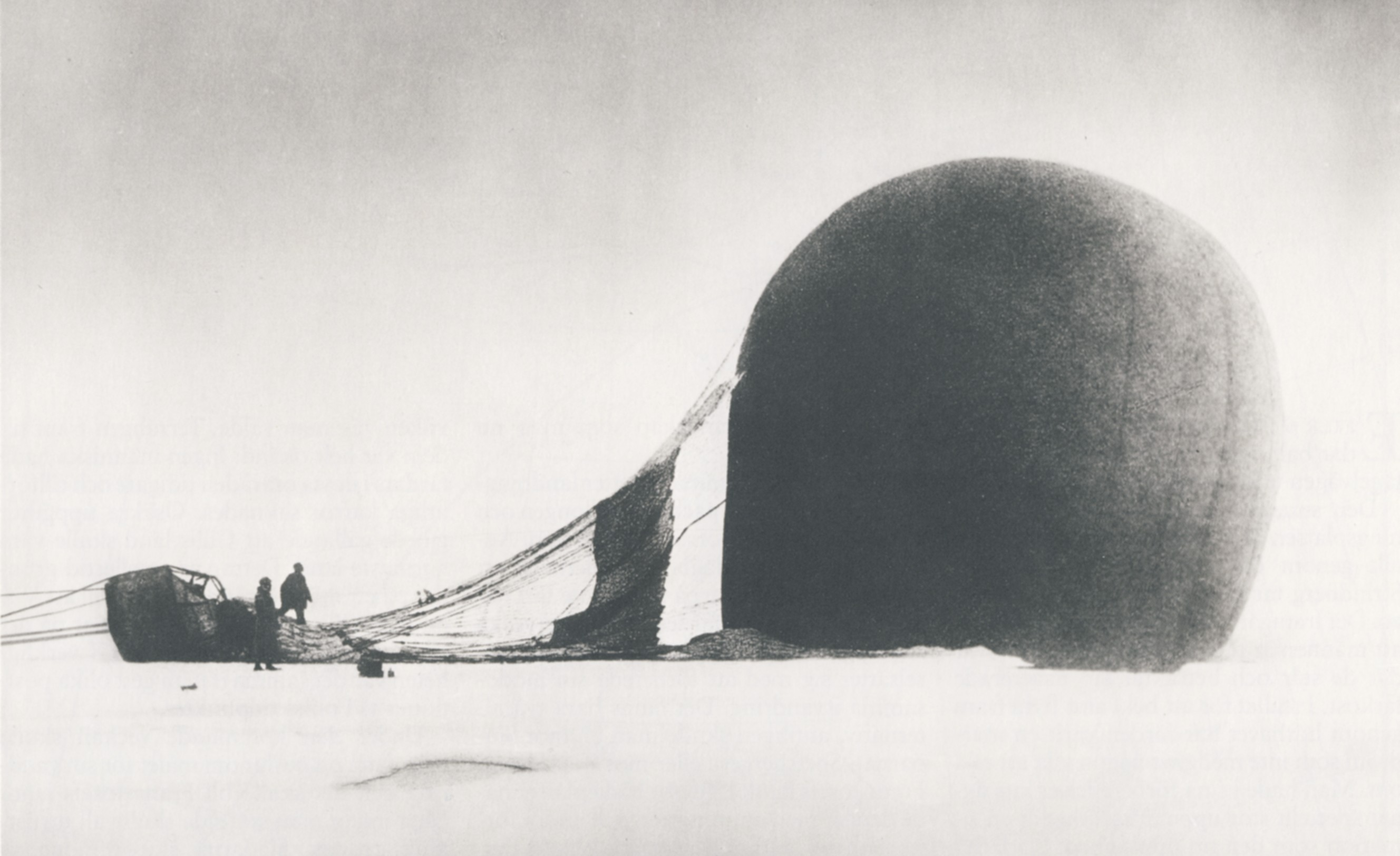
إس .أى. أندريه وكنوت فرانكل مع البالون المحطم على كيس من الثلج، صورت من قبل أعضاء البعثة الثالثة، نيلس سترندبرغ. تم إحياء الفيلم الذي يحوى هذا المنظر لهذه الصورة وغيرها عن فشل الحملة في عام 1930 1897.

بعثة إس أيه أندريه لإستكشاف القطب الشمالي بالبالون 1897  كانت محاولة للوصول إلى القطب الشمالي حيث هلك جميع أعضاء البعثة الثلاثة. إس .أى أندريه (1854-1897)،  أول منطاد سويدي، واقترحت الرحلة عن طريق البالون مملوء بغاز الهيدروجين من سفالبارد إما إلى روسيا أو كندا، الذي كان ليمر، مع الحظ، مباشرة فوق القطب الشمالي على الطريق. وكان في استقبال البعثة مع الحماس والوطنية في السويد، وهي دولة شمالية التي كانت قد تخلفت في السباق إلى القطب الشمالي.
أندريه تجاهل العديد من العلامات المبكرة للأخطار المتوقعة بخطة البالون.حيث يجب أن كون القدرة على توجيه البالون إلى حد ما كانت ضرورية لرحلة آمنة، وكان هناك الكثير من الأدلة على أن أسلوب القيادة المنطوى على السحب بالحبل الذي كان قد اخترعه كان غير فعالا؛ لكنه راهن بمصير البعثة على حبال السحب. الأسوأ من ذلك، أن البالون القطبي Örnen ( النسر) قد تم تسليمه مباشرة على سفالبارد من الشركة المصنعة في باريس دون اختبار؛ عندما أظهرت القياسات أنه قد يكون قد حدث تسريب أكثر مما كان متوقعا، رفض أندريه الاعتراف بتلك الآثار المثيرة للقلق من جراء هذا. معظم الطلاب للبعثة رأت تفاؤل أندريه ل، إمعانا في الإيمان بقوة التكنولوجيا، وتجاهل لقوى الطبيعة باعتبارها عوامل رئيسية في سلسلة من الأحداث التي أدت إلى وفاته وكذلك رفيقيه نيلس سترندبرغ (1872-1897) وكنوت فرانكل (1870-1897).
بعد أن انطلق أندريه، سترندبرغ، وفرانكل من سفالبارد في تموز عام 1897، خسر البالون الهيدروجين بسرعة وتحطم على كيس من الثلج بعد يومين فقط. لم يصب المستكشفين بأذى لكنهم واجهوا رحلة شاقة للعودة إلى الجنوب عبر icescape المنجرف. وكان الملبس على نحو غير كاف، والتجهيز والإعداد، في غاية التدنى، فقد أصيبوا بالصدمة من صعوبة التضاريس، إلا أنها لم تمكنهم من الوصول إلى بر الأمان. كما أغلق القطب الشمالي في فصل الشتاء عليهم في أكتوبر، أنهى الفريق حتى استنفدت طاقاتهم على (جزيرة وايت) المهجورة Kvitøya في سفالبارد وتوفوا هناك. ولمدة 33 عاما، فإن مصير بعثة أندريه ظلت واحدة من الألغاز التي لم تحل في منطقة القطب الشمالي.وكانت فرصة اكتشاف مخيم الحملة في 1930 في أثارت جدلا واسعا في السويد، وسائل الإعلام حيث تم نُعى القتيلان اللذان حظيا بشعبية جارفة.
دوافع أندريه ومنذ ذلك الحين تم إعادة تقييمها، جنبا إلى جنب مع تقييم دور المناطق القطبية باعتبارها تثبت ارتباطها بالذكورة والوطنية. مثالا مبكرا هو بير أولوف سوندمان 'رواية خيالية من أكثر الكتب مبيعا لعام 1967، رحلة النسر الذي يصور أندريه بأنه ضعيف وساخر، تحت رحمة الجهات الراعية له ووسائل الإعلام. (هذا تم تكييفه في وقت لاحق وتصويره في طيران النسر 1982, قام بالإخراج جان ترويل) وتم تقييم أندريه من قبل الكتاب الجدد حول التضحية تقريبا بحياة رفيقيه الشباب وهي تتفاوت في قسوتها، وهذا يتوقف على ما إذا كان ينظر إليها على أنها تلاعب أو ضحية القومية السويدية، الحماس حول منعطف القرن 20.

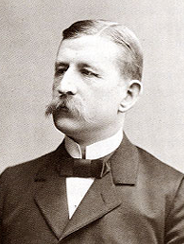
إس .أى أندريه (1854–97).

## مخطط إس.أيه أندريه

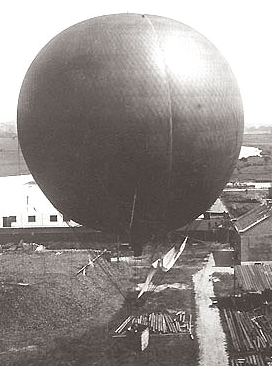
بالون أندريه غاز الهيدروجين، السويدي.

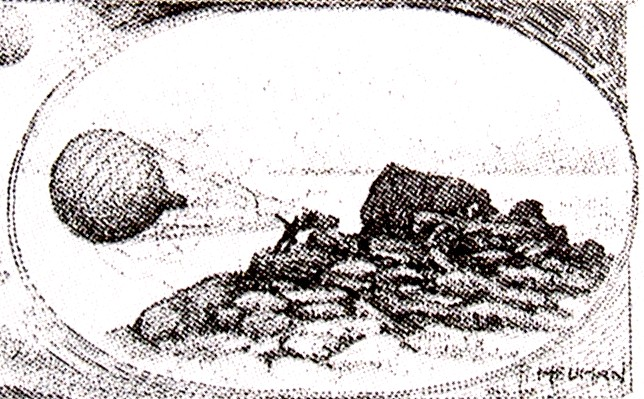
يظهر هذا الكرتون بصحيفة أندريه في جزيرة ببحر البلطيق، في محاولة لكبح جماح البالون سفيا وكان صغيرا في مواجهة رياح عاتية

وكثيرا ما كان يطلق عليه النصف الثاني من القرن 19 عصر البطولة حول الاستكشاف القطبي. القطب الشمالي كان وعرا وخطيرا وغير مرحب بالحياة به القطب الجنوبي مناطق ناشدت بقوة إلى الخيال الساحر لهذا العصر وليس كالأراضي الخاصة بهم في البيئات والثقافات، ولكنها التحديات التي سيتم فتحها من قبل الإبداع التكنولوجي الجرئ.
تقاسم السويدي سالومون أغسطس أندريه هذه الحماسات، واقترح خطة لترك الريح تدفع بالون الهيدروجين من سفالبارد عبر بحر القطب الشمالي إلى مضيق بيرينغ، لدفعه حتى إلى ألاسكا وكندا، وروسيا، ويمر أو يحلق فوق القطب الشمالي. كان أندريه هو المهندس في مكتب براءات الاختراع في ستوكهولم، كان يملاه الشغف بإعلاء بلده،  السويد ، في عام 1893 قدم تسعة رحلات، بدءا من غوتنبرغ أو ستوكهولم والسفر مسافة مجتمعة 1,500 كيلومتر (930 mi). في الرياح الغربية السائدة، وكانت رحلات سفيا (اسم البالون) تمثل اتجاها قويا لحمله دون حسيب ولا رقيب للخروج إلى بحر البلطيق وسحب السلة بشكل خطير على طول سطح الماء و/ أو حملها لتصطدم بالعديد من الجزر الصخرية في أرخبيل ستوكهولم (انظر انطباع الفنان، يمين). في إحدى المرات كان مهب الريح يدفعها عبر بحر البلطيق إلى فنلندا. كانت تلك أطول رحلة بسبب قربها الشرقي من غوتنبرغ، عبر اتساع السويد والخروج على بحر البلطيق إلى جوتلاند. على الرغم من انه رأى المنارة وسمع قواطع قبالة أولاند، وقال انه لا يزال مقتنعا بأنه كان محلقا فوق الأرض وفوق البحيرات.
خلال زوجين من رحلات  سفيا ، حاول أندريه واختبر تقنية التوجيه بالسحب بالحبل الذي كان قد إيتكرها وأراد إستخدامها في بعثة القطب الشمالي المتوقعة له. حبال السحب، والتي تتدلى من سلة البالون ويتدلى جزء من طولها على الأرض، تم تصميمها لمواجهة ظاهرة نزوع المركبة وهي أخف وزنا من الهواء للانطلاق بنفس سرعة الريح، وهو الوضع الذي يجعل التوجيه من قبل الشراع مستحيلا. كان المقصود من الاحتكاك الحادث للحبال هو للحد من سرعة البالون إلى النقطة التي تجعل الأشرعة قادرة على التأثير (أبعد من ذلك لجعل البالون يدور حول محوره). ادعى أندريه أنه مع القيادة بتقنية سحب الحبل / أشرعة، المركبة  سفيا أصبحت أساسا سفينة هوائية. تم رفض هذه الفكرة من قبل خبراء البالون المعاصرون: رابطة البالون السويدية عزت تقنية أندريه بالكامل نحو التفكير بالتمني، كانت الرياح متقلبة، والحقيقة أن الكثير من الوقت الذي قضاه أندريه كان داخل الغيوم ولم يكن لديه أدنى فكرة بسيطة عن موقعه أو الطريقة التي كان يتحرك بها. وعلاوة على ذلك، فإن حبال السحب تسقط باستمرار، وتصبح متشابكة مع بعضها البعض، أو تتعثر على الأرض، مما قد يؤدي إلى سحب المركبة الهوائية التي تحلق على ارتفاع منخفض في كثير من الأحيان إلى أسفل مؤدية ألى حركة ارتدادية خطيرة. ولم يعرب الباحثون المعاصرون على أن تقنية أندريه في حبال السحب تنطوى على أسلوب توجيه موثوق أو معترف به للبالون.

## الدعم وجمع التبرعات

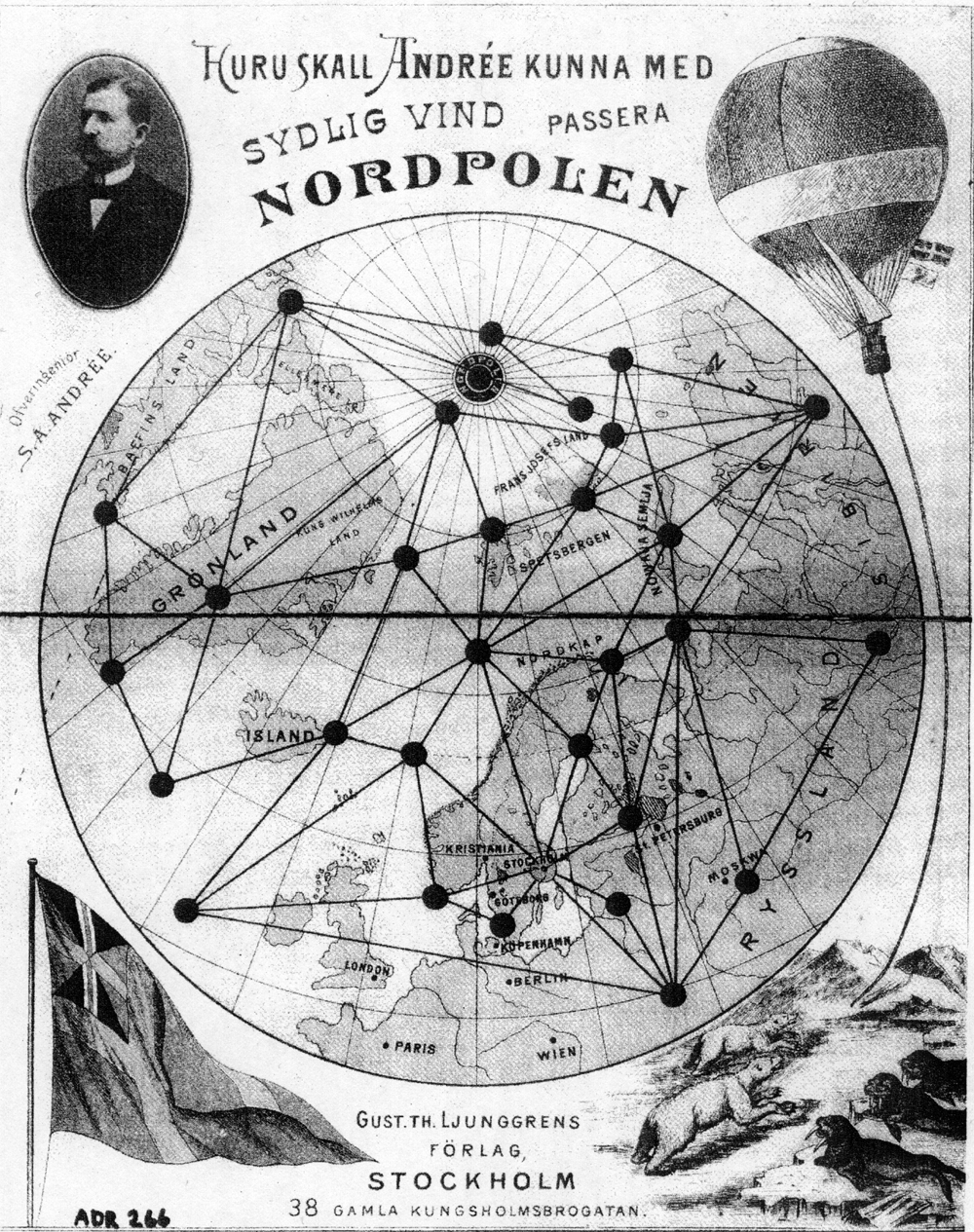
الترويج السويدي: على هذا أندريه مجلس لعبة من عام 1896، يمكن أن ينظر الدب القطبي قى التمسك بالسحب على حبال البالون

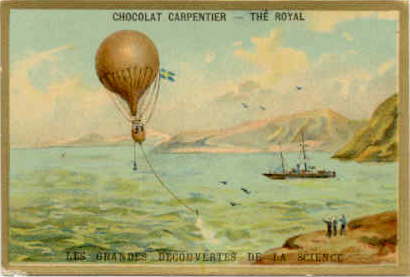
الاهتمام الدولي: انطباع الفنان الفرنسي من إطلاق أندريه المتوقعة من سفالبارد.

كانت طموحات البلاد الأوروبية الشمالية مثل السويد لإستكشاف القطب الشمالي لا تزال غير محققة في أواخر القرن 19th، في حين أن البلدان المجاورة التابعة سياسيا للنرويج كانت قوة عالمية في مجال التنقيب في القطب الشمالي من خلال هؤلاء الرواد مثل فريدجوف نانسن.  كانت النخبة السياسية والعلمية السويدية حريصة على رؤية السويد تأخذ دورها التي يجب أن تؤديه بين الدول الإسكندنافية التي بدت لها بسبب، ووجد أندريه، الذي كان متحدثا مقنعا أنه سوف يبدأ بجمع التبرعات، وكان من السهل لديه كسب التأييد لأفكاره. وفي محاضرة في عام 1895 إلى الأكاديمية الملكية السويدية للعلوم، وحث أندريه الحضور بسعادة غامرة من علماء الجغرافيا والأرصاد الجوية.وأوضح أن بالون الاستكشاف القطبي، في حاجة إلى تحقيق أربعة شروط:
- يجب أن يكون لديه ما يكفي من القوة لتحمل رفع ثلاثة اشخاص وجميع المعدات العلمية المتقدمة مثل كاميرات التصوير الجوي، والإمدادات لمدة أربعة أشهر، والصابورة، تماما وحوالي 3000 كيلوغرام (حوالي 3.5 طن).
- يجب أن تحتفظ أيضا بما يكفي من الغاز للبقاء عاليا لمدة 30 يوما.
- يجب أن يتم تصنيع غاز الهيدروجين، وملأ البالون، في موقع الإطلاق في القطب الشمالي.
- يجب أن يكون البالون على الأقل إلى حد ما قابلا للتوجيه.

أعطى أندريه حسا متفائلا بتوقد من السهولة التي يمكن أن تتحقق بها تلك المتطلبات. وقد شيدت أكبر البالونات في فرنسا، ادعى أنها أكثر من محكمة، أيضا. وكانت بعض البالونات الفرنسية قد ظلت لأكثر من سنة دون خسارة ملحوظة من فقد الهيدروجين وقد ظلت ممتلئة حتى تحقق الطفو. أما بالنسبة للهيدروجين، وملء بالون في موقع الإطلاق فذلك ممكن بكل سهولة أنه يتم بمساعدة من وحدات التصنيع الهيدروجين المحمولة؛ لتوجيه أشار إلى بدء التجارب لحبل السحب مع  سفيا، مشيرا إلى أن انحرافا يقدر من 27 درجة من اتجاه الرياح يمكن أن يتحقق بشكل روتيني.
أكد أندريه الجمهور أن طقس الصيف في القطب الشمالي كان مناسبة فريدة لتخليق البالون. في شمس منتصف الليل سيمكن للمراقبة والملاحظة أن تتم على مدار الساعة، خفض زمن الرحلة المطلوبة، والنتخلص من كل حاجة للرسو في الليل، والتي قد تكون خلاف ذلك عملا خطيرا. لن يتأثر البالون بالطفو سلبا بسبب البرد في الليل. كان أسلوب القيادة بواسطة سحب الحبل ستتكيف بشكل جيد للمنطقة من حيث طبيعة الأرض، التي تتألف من الجليد، حيث سيكون الاحتكاك «منخفضا في الأرض الخالية من الغطاء النباتي». وقال إن الحد الأدنى وقال إن الحد الأدنى هطول الأمطار في المنطقة لا يشكل أي تهديد ليرخي بثقله على البالون أو يتسبب في إسقاطه. إذا كان بعض المطر أو الثلج سوف يسقط على البالون، قال أندريه، «سوف يؤدى هطول الثلج في درجات حرارة فوق الصفر إلى ذوبانه، وسوف يؤدى هطول الثلج في درجات حرارة تحت الصفر إلى انخفاض الضغط داخل البالون، حيث يؤدى إلى تحليقه ببطء أكثر من الرياح.» كان الجمهور مقتنعا بهذه الحجج، وأيقن بذلك من واقع عواصف القطب الشمالي في الصيف، والضباب، وارتفاع الرطوبة، والتهديد الدائم من تشكيل الجليد. وافقت الأكاديمية السويدية إضافة إلى حساب أندريه مبلغ 130800 كرونات في كل شيء، في مقابل عملة الوقت الحالى إلى أقل من دولار ومليون الولايات المتحدة دولار، من الذي كان أكبر مبلغ، 36,000 كرونات، على البالون. مع هذا التأييد، وكان هناك اندفاع لدعم مشروعه، برئاسة الملك أوسكار الثاني، الذي ساهم شخصيا بدفع مبلغ 30,000 كرون، وألفريد نوبل، قطب الديناميت ومؤسس جائزة نوبل.

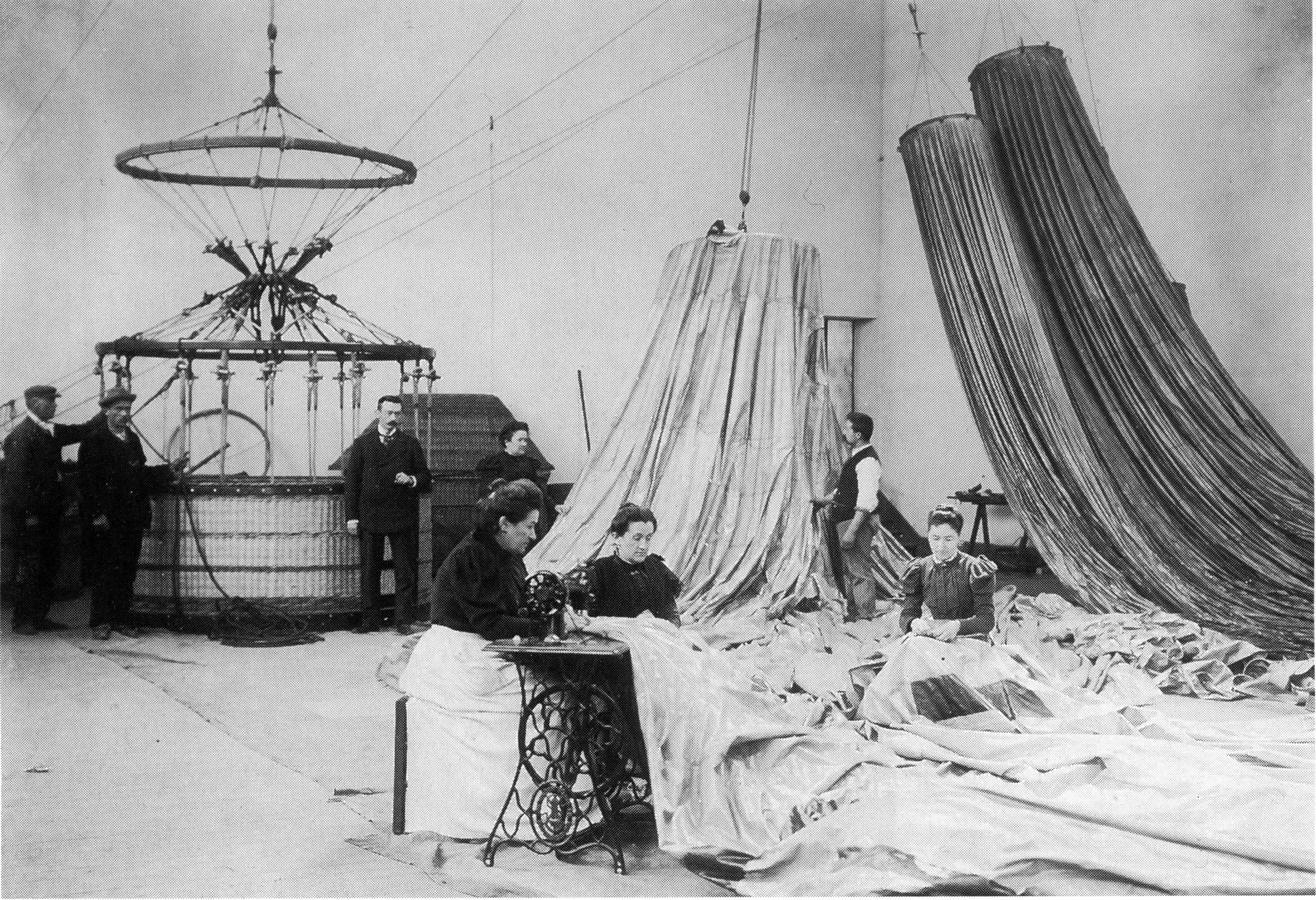
وتم تصنيع بالون أندريه القطبي في ورشة عمل بالون هنري Lachambre في باريس

 كان هناك أيضا اهتمام دولي كبير، وكانت جماهير قراء الصحف الأوروبية والأمريكية، تنظر إلى الأمر بغرابة حول المشروع الذي بدا حديثا وعلميا كما ظهر في تلك الفترة في كتب المؤلف المعاصر جول فيرن. الصحافة نشرت مجموعة واسعة من التوقعات، حول موت محقق للمستكشفين إلى «توجيه» آمن ومريح للبالون (الذي تم ترقيته من قبل المراسل إلى "منطاد") إلى القطب الشمالي بطريقة مخططة من قبل خبراء سويديون وعلماء باريسيون.
«في هذه الأيام، وقد تم تحسين البناء والتوجيه للمناطيد إلى حد كبير كتبت  جريدة بروفيدانس، ويفترض أنها، على حد سواء من قبل الخبراء الباريسيون والعلماء السويديين الذين تم مساعدة إم . أندريه، أن مسألة رحلة متواصلة في هذه الحالة سيتم الرد علبه بصورة مرضية للغاية من جانب طابع البالون، من خلال أسلوب توجيهه والحذر، وتوفير ذلك يحصل في تيار من الهواء القطبي، من قبل العناصر نفسها.»
كان إيمان الخبراء في مجال العلوم وشيوعا في الصحافة الشعبية، ولكن مع الاهتمام الدولي جاءت أيضا للمرة الأولى انتقادات علمية. أندريه يطلق المنطاد السويدى الأول، ليس لديه المعرفة اللازمة لتخمين كيفية الطفو أو حبال السحب؛ ولكن كانت التقاليد الخاصة بالمناديد في كل من ألمانيا وفرنسا والعديد من علماء المناطيد لديهم وهم الأكثر خبرة عبروا عن شكوكهم حول أساليب أندريه والاختراعات التي أتى بها. ومع ذلك، تماما كما مع حوادث  سفيا المؤسفة، فشلت كل الاعتراضات لتخفيف التفاؤل حول أندريه . يتبع بفارغ الصبر من قبل وسائل الإعلام الوطنية والدولية، وقال انه بدأت مفاوضات مع الطيار المعروف ومشيد البالون هنري Lachambre في باريس، عاصمة مناطيد العالم ذلك الوقت، وأمرت بتضمين ثلاث طبقات من الحرير للبالون، 20.5 متر (67 قدم) في القطر، من ورشته. البالون، قد دعى في الأصل لو مركز بول نورد (باللغة الفرنسية «القطب الشمالي»)، تسمى Örnen (السويدية «النسر»).
كان حلول تقنية خاصة لتكون مصممة لأماكن الإقامة لثلاثة رجال بالغين أن تكون محصورة في سلة بالون صغير لمدة تصل إلى 30 يوما. تم تركيب أماكن النوم لأفراد الطاقم في قاع السلة، جنبا إلى جنب مع بعض البضائع والأغراض. الهيدروجين سريع الاشتعال يعني أن الطهي لا يمكن القيام به في سلة نفسها. كان الحل لتعديل بريموس موقد (الذي صممه صديق لأندريه) التي يمكن أن تتدلى 8 متر (26 قدم) تحت الطاقم ثم مضاءة من السلة، على مسافة آمنة. مرآة الزاوية التي تعلق على موقد المصممة خصيصا سمح للطاقم لتحديد ما إذا كان الموقد مضاء بنجاح أم لا .

## الروابط الخارجية
- Andrzej M. Kobos "Orłem" do bieguna, high-quality photos from the expedition. (بالبولندية)
- The Balloonist by MacDonald Harris  [لغات أخرى]‏, New York, Farrar, Straus, & Giroux, 1976, is a fictional account of a polar expedition that bears a striking resemblance to, and was presumably inspired by, S. A. Andrée's expedition. ISBN 0-374-10874-9 ISBN 0-380-01739-3.
- "Why Go To The Arctic", January 1931, Popular Mechanics drawing of ill fated Andree balloon flight top page 26
- "Ice Balloon: Doomed Arctic expedition to the North Pole", bbc.co.uk video
- Bellows، Andrew (June 24, 2013). "Andrée and the Aeronauts' Voyage to the Top of the World". DamnInteresting.com. مؤرشف من الأصل في 2019-09-29. اطلع عليه بتاريخ October 2013. {{استشهاد ويب}}: تحقق من التاريخ في: |تاريخ الوصول= (مساعدة)